# Tourville-la-Rivière
Tourville-la-Rivière  là một xã thuộc tỉnh Seine-Maritime trong vùng Normandie miền bắc nước Pháp.

### Huy hiệu
| Arms of Tourville-la-Rivière | The arms of the commune of Tourville-la-Rivière are blazoned: Bendy argent and azure, a crowned lion gules between 3 escallops Or. |

## Dân số
| Năm | 1962 | 1968 | 1975 | 1982 | 1990 | 1999 | 2006 |
| --- | ---- | ---- | ---- | ---- | ---- | ---- | ---- |
| Dân số | 953  | 1102 | 1419 | 1828 | 1886 | 2280 | 2350 |
| From the year 1962 on: No double counting—residents of multiple communes (e.g. students and military personnel) are counted only once. |      |      |      |      |      |      |      |